# Skjern Stadion
Skjern Stadion er hjemmebanen for Skjern GF. Det er en del af Skjern Kulturcenter, hvor blandt andet håndboldligaholdet Skjern Håndbold har hjemmebane. 

## Info
- Kapacitet: 3.000.
- Tilskuerrekord: 3.000.
- Banestørrelse: 106 x 75 m.
- Lysanlæg: Intet.